# Corinna Borau
Corinna Borau (* Mai 1987 in Stuttgart) ist eine deutsche Meteorologin, Redakteurin und Fernsehmoderatorin bei Wetter.com. Sie präsentiert unter anderem das Wetter der ProSieben Newstime und der SAT.1 Nachrichten.

## Werdegang
Als Kind war es Corinna Boraus Berufswunsch Tierärztin oder Polizistin zu werden.
Corinna Borau studierte von 2006 bis 2012 Meteorologie an der Rheinischen Friedrich-Wilhelms-Universität zu Bonn. Nach ihrem Diplom arbeitete Borau als Meteorologin im Vorhersage- und Warndienst beim Deutschen Wetterdienst in München. Nach einer Tätigkeit bei dem privaten Wetterdienstleister Q.met in Wiesbaden wechselte Borau 2018 zu Wetter.com, einem Unternehmen der ProSiebenSat.1 Media SE, wo sie in der Wetterredaktion Vorhersagen erstellt und klimarelevante Themen aufbereitet.